# 肉チョモランマ
肉チョモランマ（にくチョモランマ、英:NIKU CHOMORANMA）は、日本の男性YouTuberグループ。
現メンバーはGero、めいちゃんの2名。メンバー各々が個人で音楽活動をしており、それと並行する形で2019年にグループを結成。YouTubeチャンネルは、メインの「肉チョモランマ」、サブの「肉チョモ秘密基地」、各メンバーの個人チャンネルが存在する。結成当時のメンバーであるコニーは2021年4月21日の動画をもって卒業。その後は2人で活動を続けていたが、めいちゃんの無期限活動休止に伴い、2024年6月16日公開の動画「ありがとう」を最後に肉チョモランマも無期限の活動休止となった。2025年6月21日、めいちゃんが活動休止から復帰したことで、活動を再開。

## 来歴

### 2019年
- 4月7日、Gero、コニー、めいちゃんの3人で動画投稿を開始。
- 9月6日、撮影や編集を担当する裏方として、たくみが加入したことを動画で報告。
- 9月29日、チャンネル登録者数10万人を突破。

### 2020年
- 4月8日、チャンネル登録者数20万人を突破。また、登録者数20万人と開設1周年を記念した生放送で、サブチャンネル「肉チョモ秘密倶楽部(現在の肉チョモ秘密基地)」の開設を発表。
- 10月23日、チャンネル登録者数30万人を突破。
- 12月頃、チャンネル総再生回数1億回を突破。

### 2021年
- 1月24日、サブチャンネル「肉チョモ秘密倶楽部」のチャンネル登録者数が10万人を突破。
- 2月21日、肉チョモランマ初のオリジナル楽曲「好きになってよ」のMVを公開。音楽はメンバーとも交友のある「HoneyWorks」が手掛けた。
- 4月14日に公開された動画でコニーが卒業を発表。
- 4月30日に公開された動画で活動再開を報告。今後はGeroとめいちゃんの2人体制での活動となる。
- 7月7日、チャンネル登録者数40万人を突破。

### 2022年
- 2月23日、チャンネル登録者数50万人を突破。
- 6月12日、ユニバーサルJよりメジャーデビュー。

### 2023年
- 1月17日、チャンネル登録者数60万人を突破。
- 11月3日-4日、肉チョモランマ初となるワンマンライブ「【神回】肉チョモランマが初ワンマンやったら、ぴあアリーナ2daysでわろたwww」をぴあアリーナMMで開催予定。

DAY1は「Geroとめいちゃんのツーマンライブ」、DAY2は「肉チョモカーニバル」として、肉チョモランマの動画に度々出演してきた馴染みのゲストが多数出演する。
DAY2ゲスト出演者は、あげいん、あらき、恭一郎、shack、蛇足、ピコの6名。

### 2024年
- 6月16日、めいちゃんの無期限活動休止に伴い、肉チョモランマも同日公開の動画「ありがとう」をもって無期限の活動休止となる。

### 2025年
- 6月21日、めいちゃんが活動休止から復帰したことで、肉チョモランマも活動を再開。
- 7月19日、Geroが動画内で双極性障害のⅡ型であることを公表。

## メンバー
Gero（39歳）
※個人の活動や詳細は「Gero」を参照。
- 1986年1月23日生まれ
- 血液型A型
- 身長168cm
- メンバーカラー：    緑

兵庫県尼崎市出身。本名は金城敬樹（きんじょう ひろき）。2008年からニコニコ動画で歌い手として活動し、2013年にロック・アニソンシンガーとしてメジャーデビュー。以降アニメ主題歌を中心とした多数のタイアップを担当しており、「Animelo Summer Live」や「ANIMAX MUSIX」等の大型アニソンフェスにも多数出演。毎年自身のバンドを引き連れてライブツアーを敢行するなど、精力的に音楽活動を行っている。また、自身主催の音楽フェス「ちゃんげろソニック」は毎回大盛況の盛り上がりを見せている。愛称は「ちゃんげろ」、「げろりん」、「金城」、「KJ」、「ひろき」、「ぴろき」、「らぶりーちゃん」など。
めいちゃん（29歳）
※個人の活動や詳細は「めいちゃん」を参照。
- 1996年1月13日生まれ
- 血液型A型
- 身長175cm
- メンバーカラー：    オレンジ

埼玉県出身。2011年からニコニコ動画で動画投稿を開始。柔らかく、キャッチーで爽やかな歌声と天真爛漫なキャラクターが人気を博し、2017年にメジャーデビューを果たす。また、2019年からはボカロPとしてVOCALOID楽曲も多数公開している。2020年頃からはあらき、nqrseとともに「あらなるめい」としてグループ活動も開始。あらなるめいのライブも開催しており、有名歌い手のゲストも出演した。愛称は「ちゃんめ」、「ちゃめ」、「ちゃめちゃん」、「ちゃめぷん」など。

### 編集担当
たくみ（28歳）
- 1996年10月20日生まれ

主に肉チョモランマの動画撮影・編集等の裏方作業を担当している。
メンバーであるめいちゃんのワンマンライブに出演したこともある。
たまちゃん (31歳)
- 不明

2023年11月10日の動画からたくみとともに肉チョモランマの裏方として活動。
もともと赤ピコの裏方として働いていた。

### 旧メンバー
コニー（32歳）
- 1992年11月13日生まれ
- 血液型A型
- 身長169cm
- メンバーカラー：    赤（※「Circle of friends」では黄色を担当している。）

山形県出身。父親はアメリカ人、母親は日本人のハーフ。2010年からニコニコ動画で動画投稿を開始。歌い手5人組グループ「Circle of friends」のメンバーとしても活動している。また、歌い手としての活動の他にも、「i-STAR FESTIVAL」などのイベントの主催や、ジムやBarの経営も行うなど幅広い活動をしている。
2021年4月14日に投稿された動画で卒業を発表。
山ちゃん（不明）
- 不明

裏方作業や、たくみのサポートをしていた。
グループ内唯一の大卒だが、「東京から上　(北)は関東、下(南)は関西」だと思っている。
学生時代はサッカー部所属。
2023年8月20日の動画で裏方の退職を発表

## オリジナル楽曲

### ミュージックビデオ
| 公開年 | タイトル                          | 音楽                                                      | MV制作者 | 歌                                                             |
| ------ | --------------------------------- | --------------------------------------------------------- | --- | -------------------------------------------------------------- |
| 2021年 | 「好きになってよ」                | HoneyWorks（作詞・作曲・編曲） 白井康裕（MIX）            | SuperciderX（Illustration） 戸部じろ（Illustration） Kanata（動画）                                                                  | 肉チョモランマ（Gero、コニー、めいちゃん）                     |
| 2022年 | 「メロンクリームディープ☆彡KISS」 | 下高井戸ひろき（作詞） 富田林明輝（作編曲）               | 監督/撮影:ナカジマセイト ( superbly inc. ） 助監督:Johnny.、石倭涼 編集:為沢なるみ 振付:いりぽん先生 mix:藤浪潤一郎                  | メロメロ☆彡KISS:下高井戸ひろき、富田林明輝（Gero、めいちゃん） |
| 2022年 | 「モンスター」                    | DECO*27（作詞・作曲） Rockwell（編曲）                    | JINØ（Director/Storyboard/Colorist/ Character Design/Main animator/Back ground Art） KA＄A（Painter） hao（Composite/3DCG/VFX/Edit） | 肉チョモランマ（Gero、めいちゃん）                             |
| 2022年 | 「お肉のチカラ★モ～サンキュ！」   | 平田明子（作詞・作曲） 増田裕子（作曲）伊藤ヒロシ（編曲） | 監督：ナカジマセイト(superbly inc.)                                                                                                  | 肉チョモランマ（Gero、めいちゃん）                             |
| 2023年 | 「ミドル」                        | 柊キライ（作詞・作曲）                                    | りゅうせー（Movie） | 肉チョモランマ（Gero、めいちゃん）                             |
| 2024年 | 「君の可愛いがバレませんように」  | shito、Gom（作詞） shito（作曲）HoneyWorks（編曲）        | MoekoMiyoshi（Movie） 佳奈（Illustrator） かねこみあ（Titlelogo）                                                                    | 肉チョモランマ（Ｇero、めいちゃん）                            |

### 配信限定シングル
| 発売日         | タイトル                                                 | レーベル    |
| -------------- | -------------------------------------------------------- | ----------- |
| 2022年6月12日  | モンスター                                               | UNIVERSAL J |
| 2022年11月29日 | お肉のチカラ★モ～サンキュ!                               | UNIVERSAL J |
| 2023年9月25日  | ミドル / 肉チョモランマ&柊キライ                         |             |
| 2024年1月29日  | 君の可愛いがバレませんように / 肉チョモランマ&HoneyWorks |             |
| 2024年2月26日  | 閃光                                                     |             |
| 2023年3月26日  | ピポ                                                     |             |